# هارت، پورگشتال
هارت (به آلمانی: Hart-Purgstall) یک منطقهٔ مسکونی در اتریش است که در گراتس اومگبونگ واقع شده‌است. هارت ۱۵٫۸۴ کیلومتر مربع مساحت دارد ۴۲۶ متر بالاتر از سطح دریا واقع شده‌است.